# Xivitona comuna

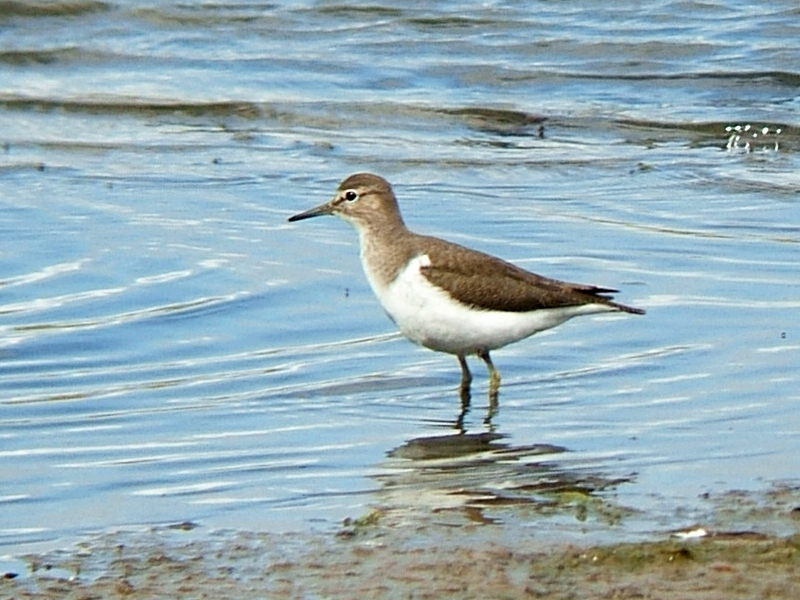
Xivitona vulgar fotografiada a les Illes Britàniques.

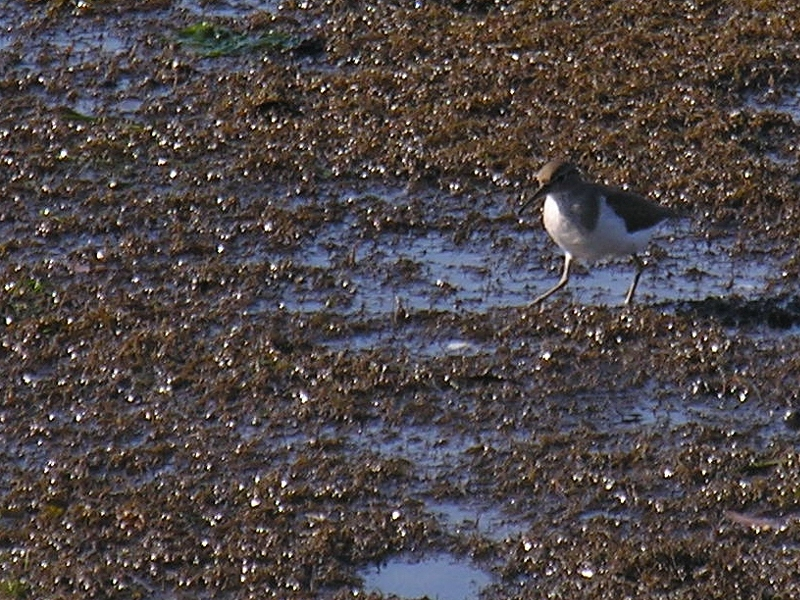
Xivitona vulgar fotografiada a Pontedeume (Galícia).

La xivitona comuna, xivitona vulgar o siseta de pit blanc i gallet de riu, gallet riuer, cegall bord, cegall negre, cegall blanc o cegall sàtxero a les Balears (Actitis hypoleucos) és un ocell limícola de l'ordre dels caradriformes.

## Morfologia
- Fa 20 cm de llargària.
- Presenta el dors de color terrós clar uniforme, jaspiat de fosc a l'estiu, amb el ventre i la part inferior del coll blancs i un collaret terrós molt conspicu.
- En vol mostra una típica franja alar blanca i el carpó del mateix color.[5]

## Reproducció
Nidifica al nord dels Països Catalans (com ara, als Aiguamolls de l'Empordà), en indrets humits com les voreres de rius i rierols, i també en algun indret dels aiguamolls costaners, però això no és l'habitual.
Als marges de rius, entre la vegetació, folra un forat amb herba, per dipositar-hi 4 ous, al maig-juny. Ambdós progenitors els escalfaran durant 22 dies i, també tots dos s'encarregaran d'alimentar els nounats, que volaran a les 4 setmanes.

## Alimentació
Menja insectes, crustacis i altres invertebrats. Pot caçar insects al vol.

## Hàbitat
Pot ésser observada durant l'època primaveral-estival en els ambients d'aigua dolça, i també en els salobrars i les salines. A l'hivern és molt escassa.

## Costums
Als Països Catalans hiverna i també és migratori. Es dedica a resseguir el curs dels rius, en grups reduïts o en solitari.
Agita incansablement la cua de manera característica tot mantenint el cos inclinat cap avall amb el cap baix.